# Cantón Pedernales
Pedernales es un cantón de la provincia de Manabí en Ecuador, tiene una población de 55.128 habitantes.  Su cabecera cantonal es la ciudad de Pedernales.  El alcalde actual para el período 2023 - 2027 es Manuel Isidro Panezo Rojas.  La mayoría de la población se dedica al turismo, ya que posee playas por ubicarse en la costa del océano Pacífico. El nombre del cantón Pedernales, proviene de la existencia de la piedra "pedernal", que se encontraba en esta zona en grandes cantidades en las riberas de sus ríos.

## Historia de Pedernales
Es un cantón joven, que fue elevado a esta categoría el 31 de marzo de 1992. Está ubicado al norte de Manabí y ocupa 1.460,7 kilómetros cuadrados.  Fue asentamiento de la cultura Jama-Coaque, que fue encontrada por los españoles a orillas del río del mismo nombre, y de la cual se conservan algunos vestigios cerámicos. Pedernales es un polo de desarrollo, debido a que la naturaleza lo ha dotado de diferentes atractivos. Está atravesado por la Línea Ecuatorial.  Es un cantón ganadero, agrícola, camaronero y turístico.  En este cantón se desarrolló un acontecimiento histórico: en 1736 estuvo la Misión Geodésica, comandada por Charles Marie de la Condamine, quienes en Punta Palmar consideraron el primer punto para la medición del arco que determinaría la forma de la tierra.  Tiene un suelo accidentado.  En las partes altas se hallan bosques madereros, además de varias especies animales propias del lugar. Por lo montañoso del terreno existen muchos ríos, riachuelos y arroyos, que en época lluviosa aumentan su caudal. El cerro más alto es el Pata de Pájaro, con 860 metros de altura sobre el nivel del mar.  En este cantón se conjuga la vida silvestre de las montañas de Chindul y Pata de Pájaro, con la tranquilidad del mar.  Cultura Jama-Coaque  Pedernales, en la historia, tiene diferentes fases.
La zona fue habitada por aborígenes, que los historiadores han denominado la cultura Jama- Coaque, la misma que encontraron los españoles a orillas del río el mismo nombre, y del que recogieron un abundante botín”, relata con orgullo el historiador Luis Almeida, mientras checa su archivo electrónico. Esta cultura, que se desarrolló en los años 500 Antes de Cristo y 500 Después de Cristo, representa un avance social y tecnológico, porque pasó de la fase trashumante a las manifestaciones del sedentarismo.  La cantidad de vestigios cerámicos determinan que en esta cultura hubo estratificaciones sociales, porque se han encontrado piezas que reflejan alegría, dolor y tristeza, en las que abundan también objetos de adorno personal como orejeras, cuentas, pendientes tanto de barro cuanto de oro. En esta fase se observan, también, amuletos, estatuillas. Los aborígenes adoraron a los astros y a los animales.
Aparece durante gobierno de García Moreno.  Pedernales aparece en la historia de la república durante la administración de Gabriel García Moreno.  La Ley de División Territorial, en su artículo 11, establece a Manabí como provincia con sus cantones: Portoviejo, Jipijapa, Rocafuerte y Montecristi. Este último integrado por las parroquias de Montecristi, Charapotó, Manta, Canoa, Bahía de Caráquez, Pedernales, Mompiche y la Isla de la Plata.En 1868 Pedernales se constituye en parroquia del cantón Rocafuerte. Luego, en tiempos de Veintimilla, el 4 de junio de 1878, se dicta otra Ley de División Territorial, y Pedernales pasa a ser parroquia del cantón Sucre.  En ese mismo año, tras el derrocamiento de Veintimilla, se dicta otra Ley de División Territorial, en la que se suprime la categoría de parroquia a Pedernales, sólo aparece como parte del cantón Sucre.  Pedernales en el mapa En la época de la Gran Colombia Pedernales se localiza en el mapa de Restrepo y en el de Teodoro Wolf.
Cantonización. Los primeros pasos de cantonización se dan en 1978, con la creación de dos comités: uno destinado a conseguir la construcción de la vía Suma-Pedernales; otro para lograr la cantonización.
El último estuvo conformado por Luis Puertas Díaz, Ernestina Zambrano, Gabriel Bravo y Carlos Bermúdez.
El primer cometido obtuvo respuesta, el segundo no.  Transcurrieron varios años para la integración de un nuevo comité para gestionar la cantonización. Ese grupo lo componían: Gerardo Cevallos y Oswin Crespo, que elaboró un proyecto que, impulsado en el Congreso por Luis Cevallos, obtuvo aceptación.  La Ley de Creación del Cantón Pedernales fue publicada en el Registro Oficial el 31 de marzo de 1992.Parroquias del cantón Pedernales tiene dos parroquias rurales: Cojimíes, un lugar paradisíaco, situado a orillas del estuario, con una extensa playa a 35 kilómetros, y Diez de agosto, situada en la zona montañosa. Hay caseríos importantes como: Atahualpa, Cheve, Mache, Coaque, en donde se puede efectuar turismo ecológico.
HIMNO A PEDERNALES
LETRA: Verdy Arrunategui Cheme
I
Entonando Clarines de gloria
Avanza triunfante en la historia
Marcando la línea equinoccial
Pedernales te viste de gloria
II
Con alma aborigen surgiste
Fundada en el alma de un pueblo,
Caminas en tu centenario
Libertad proclamaron tus hombres
III
Pedernales levanta tu vuelo
Que la historia hable de ti
Flameando tú libre bandera
Pedernales serás inmortal.
IV
Forjando riqueza tus hombres
Labrando por siempre la tierra
El verde paisaje del mar
Y el azul de tu cielo te hermana.
El sábado 16 de abril de 2016 a las 18.58 hora local (23.58 GMT) se registró un terremoto con epicentro entre las localidades de Cojimíes y Pedernales que causó destrozos en más del 70% de las viviendas en la zona. El terremoto dejó 663 fallecidos hasta el momento y miles de heridos.
Luego de este suceso el cantón se 'levantó de los escombros', ya que cerca de los 15 del suceso los comerciantes comenzaron a trabajar ya sea en carpas o ramadas. Lo que ayudó a dicha reconstrucción fue el sector agrícola, pesquero y camaronero.

## Génesis del nombre del Ecuador
Pedernales es el lugar donde nació el nombre del Ecuador, por tal razón la Asamblea Nacional declaró a esta zona de Manabí, el 19 de octubre, como  “Génesis del Nombre del Ecuador”, lo que compromete a la provincia y a este cantón a trabajar por el engrandecimiento de toda esta zona, y convertir el tema en una oportunidad turística cultural.  
La declaratoria de la Asamblea Nacional se dio como parte de un largo proceso de investigaciones históricas en el que ha venido trabajando el Municipio de Pedernales, que luego tuvo el apoyo unánime de la Corporación Provincial de Manabí, que en sesión ordinaria que desarrolló en agosto de año en ese cantón, resolvió elevar el pedido a la Asamblea Nacional para que declare a Pedernales como el lugar donde se dio origen al nombre de Ecuador.  
Según informaciones históricas, en las que se apoyó el Municipio de Pedernales y también el Pleno de la Asamblea “los científicos franceses Louis Godín, Charles Marie de la Condamine y Pierre Bouguer, miembros de la Primera Misión Geodésica Francesa que llegó,  el 16 de mayo de 1736,  y que tuvo como objetivo medir un arco de meridiano desde la latitud CERO, al polo norte para comprobar la forma de la tierra, tuvieron como punto de partida a Punta Palmar, actual cantón de Pedernales, en la provincia de Manabí, estudio que marcó el origen del Ecuador”, dice textualmente la resolución del Legislativo.  
Según datos históricos en esta investigación de geografía y geodésica participó el científico ecuatoriano Pedro Vicente Maldonado,  quien colaboró estrechamente para asegurar el éxito de Misión.  Parte de esta información consta en una roca, que se encuentra en Punta Palmar  , en la que existe una inscripción del año 1736, por la misión, y que traducida al español dice “ dejando escrito el nombre del Ecuador, por primera vez en tierras americanas, perennizando el nombre Bautismal del Estado Ecuatoriano”  Toda esta información y muchas otras sirvieron de base para que la Asamblea Nacional declarara a Pedernales como "el lugar donde se inscribe el nombre de nuestro país: Ecuador". 
Día cívico provincial Por los antecedentes históricos, la Corporación Provincial de Manabí, en agosto de esta año también declaró al 14 de agosto como “Día del Rescate del Patrimonio Histórico Cultural de la Provincia de Manabí”  en honor al nacimiento del nombre de la República del Ecuador.  Se escogió el 14 de agosto, porque en esa fecha del año 1734, el Rey Felipe V firmó la cédula real que autorizó el paso de un grupo de científicos franceses a América,   para esclarecer las dudas sobre la verdadera forma de la tierra, perfeccionar la geografía y la astronomía, midiendo el diámetro del ecuador en las proximidades del cabo pasado.  
Coincidencialmente,   en la misma fecha  -14 de agosto-  pero en 1830, nació el país como Estado, declarado por la primera Asamblea Constituyente reunida en Riobamba.  Por su parte, el Gobierno Provincial de Manabí, desde este  2010,   también inició un trabajo de rescate cultural e histórico de la Latitud Cero, en la zona Punta Palmar, donde organizó y desarrolló el Festival Musical-Cultural “Sol de Oro”, en el Mes del Manabitismo”, y que ahora toma más fuerza luego de contar con una declaratoria nacional de Punta Palmar como la zona donde nació el nombre del Ecuador.

## Extensión y límites
Pedernales tiene una extensión de 1932km2. Sus límites son:
- Al Norte con la provincia de Esmeraldas.
- Al sur con los cantones Jama y Chone.
- Al este con el cantón Chone.
- Al oeste con el océano Pacífico.

## División política
Pedernales se divide en cuatro parroquias:

### Parroquias Urbanas
- Pedernales (cabecera cantonal).

### Parroquias Rurales
- Cojimíes
- 10 de Agosto
- Atahualpa